# Контент-менеджер
Контент-менеджер — керуючий спеціаліст зі створення, розповсюдження та керування вмісту сайтів, редактор сайтів. До обов'язків контент-менеджера входить наповнення сайту текстової, графічної та інших видів інформації (контентом).

## Обов'язки контент-менеджера
Контент-менеджер може використовувати в роботі гайдлайн для систематизації та якісного відображення всього графічного та текстового контенту на веб-ресурсі.
Робота контент-менеджера включає керування фрілансерами, та іншими підрядниками, що виконують роботи з підтримки працездатності сайту, розширення його функціональності та створення матеріалів, що перевершують за якістю матеріали, створювані самим контент-менеджером.
Ще однією можливою управлінською функцією контент-менеджера може бути налагодження бізнес-процесів усередині компанії, пов'язаних з роботою сайту: збір новин для розсилки, відстеження новинок для каталогу та збір інформації про товари, а також офлайнова складова роботи із запитами користувачів сайту (обробка замовлень, надання консультацій та підтримка оголошених на сайті акцій та інше). Найчастіше ці функції виконує верстальник і оператор кол-центру.
На практиці контент-менеджер може вносити текст або графічні елементи до різних систем:
1. безпосередньо в адмінку сайту;
2. у 1С або іншу аналогічну систему (якщо всі матеріали автоматично підвантажуються на сайт із 1С);

Також текст може зберігатись у таблицях, які розміщуються на сервері та за певними правилами автоматично підвантажують текстовий опис на сайт.
Графічний контент може також зберігатися на виділеному сервері, VDS або хостигу в певній структурі папок. І передаватись на сайт за певними правилами.
Не варто плутати професії публіциста, оператора бази даних та ком'юніті-менеджера з роботою контент-менеджера. Публіцист лише розміщує надану йому інформацію на сайті. Оператор баз даних наповнює інформацією каталог за заданими контент-менеджером стандартами. Контент-менеджер складає технічні завдання для перелічених співробітників, контролює виконання робіт та перевіряє її результати.
Контент-менеджер також виконує на базовому рівні маркетингову роботу з виявлення потреб цільової аудиторії. В ідеалі, реалізована ним контент-стратегія — це складова єдиної маркетингової стратегії просування компанії та її товарів.
Фактично, контент-менеджер — це керуючий просуванням інтернет-проектами з навичками SEO-просування сайту (внутрішнього та зовнішнього). Контент-менеджер бере на себе відповідальність за розвиток веб-ресурсу. Він діє згідно з прийнятою маркетинговою гіпотезою та вміє проаналізувати отримані в ході її реалізації статистичні дані, щоб скоригувати свої дії. Якщо компанії якісно виконується вимір бізнес-показників, то роботу контент-менеджера необхідно прив'язати до них.

### Плюси професії
- Удосконалення відразу в кількох предметних сферах роботи з вебсайтом та цільовою аудиторією — ідеальний початок кар'єри.
- Участь у найскладніших та найцікавіших маркетингових заходах, можливість перемикатися з рутинної монотонної роботи на творчу та назад.
- Корисні знайомства та спілкування з галузевими (для компанії) фахівцями, ІТ-фахівцями, маркетологами, продавцями та підприємцями.
- Отримання багатого досвіду, який можна застосовувати для просування власних веб-проектів, у тому числі монетизованих, що дозволяє створювати джерела пасивного доходу.
- При якісному плануванні можна поєднувати з навчанням та іншою роботою.
- Досить висока в деяких компаніях оплата праці та можливість масштабувати її залежно від виконуваних бізнес-завдань.
- Мобільність контент-менеджера, можливість працювати з будь-якого куточка світу
- Творча сторона професії, можливість втілення своїх креативних ідей без жодних рамок

### Мінуси професії
- Мала рухливість, велике навантаження на зір.
- Мало кар'єрних перспектив саме усередині професії. Щоб рости, потрібно переходити в інший напрямок роботи з контентом або в маркетинг.
- Залежність від якості роботи суміжних фахівців, актуальності програмного забезпечення та веб-рішень, що застосовуються, ділових навичок колег.
- Необхідність приймати рішення за умов обмеженості інформації та ресурсів, замінювати собою відразу кілька фахівців.
- Необхідність переконувати роботодавця дотримуватися стандартів індустрії та даних статистики, а не власних уподобань і поверхових уявлень.
- Спочатку колеги та керівники можуть сприймати контент-менеджера, як фахівця «по комп'ютерах» або як помічника керівника, пропонуючи виконувати непрофільні доручення.
- Систематична робота за комп'ютером, яка може позначитися на здоров'ї.